# Mads Tolling

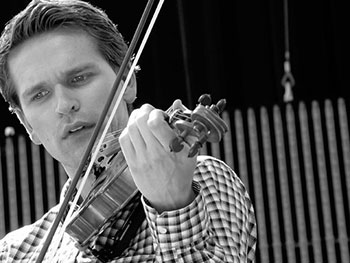
Mads Tolling (2015)

Mads Tolling (* 5. Juli 1980 in Kopenhagen) ist ein US-amerikanischer Geiger, Bratschist und Komponist dänischer Abstammung. Als Mitglied des Turtle Island Quartet gewann Tolling Grammy Awards in der Kategorie „Best classical crossover album“ für die Alben 4+Four (2006) und A Love Supreme – The Legacy of John Coltrane (2008). Tolling hat auch an dem Album The Toys of Men (2007) von Stanley Clarke mitgewirkt. 2011 war er 1. Violinist des Turtle Island Quartet, Solist in der Band des Bassisten Stanley Clarke und Bandleader seines Mads Tolling Quartet.

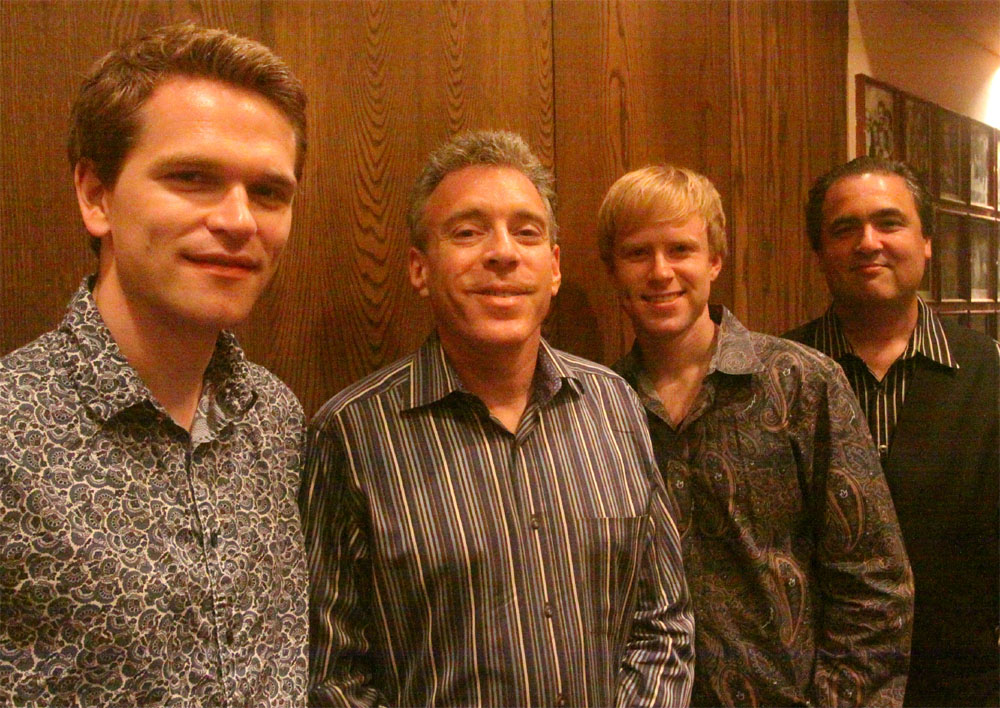
Turtle Island Quartet (2011)

## Werdegang
Tolling wurde in Kopenhagen, Dänemark geboren und ist dort aufgewachsen. Er zog in die Vereinigten Staaten um, studierte am Berklee College of Music und schloss das Studium mit Summa cum laude ab. Tolling erhielt in Dänemark den Sankt Annae's Award for Musical Excellence. Außerdem erhielt er Zuwendungen von Queen Margrethe, der Sonning Foundation und dem Berklee Elvin Jones Award. Seit seinem Abschluss am Berklee College of Music toured Tolling mit der Stanley Clarke Band und dem Turtle Island Quartet um die Welt. Tolling hat auch schon mit Al Di Meola, Kenny Barron, Paquito D’Rivera und Leo Kottke zusammen gespielt.

### Mads Tolling Quartet
Mads Tolling gründete 2007 das Mads Tolling Trio und nahm das Album Speed of Light (2008) auf. Sechs der elf Titel des Albums sind eigene Kompositionen von ihm. Im Jahr darauf erweiterte Tolling sein Trio um einen Schlagzeuger, seitdem gibt es das Mads Tolling Quartet. Das Quartett hatte bereits folgende Auftritte: in Yoshi’s Oakland, beim Yerba Buena Gardens Festival, beim San Jose Jazz Flavors and Jazz, beim Kuumbwa Jazz, im Throckmorton Theater, in Moody’s Bistro, und beim Russian River Jazz Festival.

### The Playmaker
Auf Mads Tollings zweiter CD-Veröffentlichung The Playmaker, deren Zustandekommen von der Yamaha Corporation of America und der Connolley Music, Inc. unterstützt wurde, wirkten Stanley Clarke, Russell Ferrante und Stefon Harris mit. Sieben der elf Titel des Albums sind Kompositionen von Tolling. Er spielt sein Instrument teilweise wie eine Fiedel, wie ein Saxophon und wie ein akustische und elektrische Violine. The Playmaker ist eine Reise in Jazz, Fusion, Funk, klassische Musik, dänischen Folk zusammen mit Rock ’n’ Roll Arrangements von Led Zeppelins Titel Black Dog und Radioheads Titel Just. Das Album The Playmaker, erschienen bei Madsman Records/City Hall, wurde am 20. Oktober 2009 veröffentlicht.

## Auszeichnungen und Anerkennungen
Grammy Awards
- Turtle Island Quartet: 4+Four (2006)[2]
- Turtle Island Quartet: A Love Supreme – The Legacy of John Coltrane (2008)[2]

Andere Auszeichnungen
- Berklee Elvin Jones Award (2002)
- Sonning Award (2001)
- The Augustinus Foundation, Dänemark (2000)
- Queen Margaret Award (2000)

## Diskografie
- Ann Hampton Callaway – At Last (2009/Telarc)[10]
- Mads Tolling Trio – Speed of Light (2008)
- Sekou Bunch – The Next Level (2008/Trippin N Rhythm)[11]
- Stanley Clarke – Toys of Men (2007/Heads Up)[3]
- Turtle Island Quartet – A Love Supreme – The Legacy of John Coltrane (2007/Telarc)[4]
- Freddy Clarke – Wobbly World (2007/Wobbly World)[12]
- Jessica Fichot – Le Chemin (2007/www.jessicasongs.com)[13]
- Fernando Ortega – The Shadow of your Wings (2006/Curb Records)[14]
- Turtle Island Quartet & Ying Quartet – 4+Four (2005/Telarc)[4]
- Yotam Rosenbaum & Dave Samuels – Balance (2005/YRM)[15]
- Teena Marie – La Dona (2004/Universal)[16]